# Clarisse Rasoarizay
Clarisse Rasoarizay (27 settembre 1971) è una maratoneta malgascia.
Ha preso parte a diverse edizioni dei Giochi della Francofonia riportando tre medaglie per il proprio paese. Ha preso parte ai Giochi olimpici di Atene 2004 e l'anno seguente ai Mondiali di Helsinki. A livello continentale ha vinto una medaglia d'oro ai Giochi panafricani in Nigeria nel 2003.
Dal 2007 ha preso parte ad alcune corse internazionali e a livello locale.

## Palmarès
| Anno | Manifestazione                         | Sede         | Evento         | Risultato | Prestazione | Note |
| ---- | -------------------------------------- | ------------ | -------------- | --------- | ----------- | ---- |
| 1997 | Giochi della Francofonia               | Antananarivo | 10000 m piani  | Argento   | 34'59"75    |      |
| 1997 | Giochi della Francofonia               | Antananarivo | Maratona       | Oro       | 2h56'24"    |      |
| 1998 | Mondiali mezza maratona                | Zurigo       | Mezza maratona | 54ª       | 1h15'43"    |      |
| 2001 | Giochi della Francofonia               | Ottawa       | Maratona       | Argento   | 2h46'29"    |      |
| 2003 | Giochi delle isole dell'Oceano Indiano | Moka         | 10000 m piani  | Oro       | 35'00"62    |      |
| 2003 | Giochi panafricani                     | Abuja        | Maratona       | Oro       | 2h46'58"    |      |
| 2004 | Giochi olimpici                        | Atene        | Maratona       | 43ª       | 2h48'14"    |      |
| 2005 | Mondiali                               | Helsinki     | Maratona       | 43ª       | 2h43'58"    |      |
| 2005 | Giochi della Francofonia               | Niamey       | Maratona       | 4ª        | 2h52'00"    |      |
| 2007 | Giochi panafricani                     | Algeri       | Mezza maratona | 9ª        | 1h17'58"    |      |

## Altre competizioni internazionali
2004
- 18ª alla Maratona di Parigi ( Parigi) - 2h47'55"

2005
- alla Maratona di Mont Saint-Michel ( Mont Saint-Michel) - 2h54'12"

2008
- alla Maratona di Mauritius ( Souillac) - 2h44'56"
- 6ª alla Maratona di Bangkok ( Bangkok) - 2h52'16"

2011
- alla Maratona di Antananarivo ( Antananarivo) - 2h52'24"

2012
- 14ª alla Maratona di Parigi ( Parigi) - 2h43'45"